# Biblioteca do Exército
A Biblioteca do Exército (BibliEx), informalmente chamada Casa do Barão de Loreto, é uma biblioteca e editora subordinada à Diretoria do Patrimônio Histórico e Cultural do Exército do Brasil.

## História
Foi fundada em 4 de janeiro de 1882, no Rio de Janeiro, por iniciativa do então ministro da Guerra Franklin Dória.
Em 1885, já contava com onze mil exemplares, todavia seria extinta em 1925 por aviso ministerial. Em 1937, após aprovação do ministro da Guerra, general Eurico Gaspar Dutra, a proposta de recriar a Biblioteca do Exército com novas atribuições foi levada à prática, sendo Severino Sombra escolhido para ocupar o cargo de primeiro-secretário da entidade.
Ainda em 1937, o general Valentim Benício da Silva passou a comandar a Biblioteca do Exército, a qual reorganizou e modernizou-a para torna-la em uma editora; em sua memória a Biblioteca do Exército Editora mantém a chamada Coleção General Benício com mais de duzentos títulos publicados.
Desde então, acumula a função de editora, publicando obras sobre diversos temas, como história militar, geografia e geopolítica do Brasil, sociologia e filosofia da guerra, literatura, entre outros. Edita um livro mensal, distribuído aos seus assinantes e leitores avulsos.
A editora, que distribui para escolas de formação do exército, pelotões de fronteiras, tiros de guerra e ao Sistema Colégio Militar do Brasil (SCMB) livros didáticos de História, Geografia entre outras disciplinas.